# Constance Lindsay Taylor
Constance Lindsay Taylor (* 10. Januar 1907 in Dovercourt, Essex; † 2000) war eine britische Schriftstellerin, die unter dem männlichen Künstlernamen Guy Cullingford als Autorin von Kriminalromanen und Kurzgeschichten bekannt wurde.

## Werdegang
Zunächst veröffentlichte sie ab 1928 Lyrik, Kurzgeschichten und kleine journalistische Arbeiten. 1930 heiratete sie und legte, bis die Kinder groß waren, eine Schaffenspause ein. Erst 1948 erschien ihr erster Roman, der Krimi Murder with Relish, dieser noch unter ihrem richtigen Namen. In den 1950er und 1960er Jahren kamen weitere neun Kriminalromane heraus, alle unter dem maskulinen Pseudonym Guy Cullingford.
Drei ihrer Geschichten wurden in den 1970er Jahren für das britische Fernsehen verfilmt, darunter 1975 das Fernsehspiel The Boy Dave in der Regie von John Frankau. Sie lieferte das Drehbuch.
Mit weiten Abständen folgten noch drei weitere Buch-Veröffentlichungen. 1979 erschien The Bread and Butter Miss, 1991 Bother at the Barbican und 1993 Thirteen Short Stories. Mehrere Kurzgeschichten von ihr kamen bei Ellery Queen’s Mystery Magazine heraus. Nur einer ihrer Romane gehörte nicht ins Krimi-Genre. Der eingeführte Name „Cullingford“ wurde beibehalten. Seit sie den Vereinen der britischen Krimiautoren »Detection Club«, »Crime Writers Association« sowie der »Writers’ Guild of Great Britain« beitrat, war allerdings die echte Identität kein Geheimnis mehr.
Ihre Romane erschienen in den 1950er Jahren zeitgleich in einer britischen und einer US-amerikanischen Ausgabe. Ab den 1960er Jahren gab es keine speziellen US-Ausgaben mehr. Die britischen Bücher kamen in einer Taschenbuchausgabe bei Penguin Books heraus.
Nur sieben ihrer zwölf Bücher wurden ins Deutsche übersetzt, zunächst in den 1960er Jahren im Desch Verlag und später in den 1990er Jahren beim Zürcher Diogenes Verlag. Der Literaturkritiker Thomas Wörtche lobte an ihren Romanen ihre Fähigkeit, „die Geschlechterverhältnisse kühl und sarkastisch zu analysieren“.
Die Schriftstellerin verstarb 2000 mit 93 Jahren.

## Werke
- 1948: Murder with Relish. Skeffington, London
- 1952: If wishes were hearses. Hammond, London und Lippincott, Philadelphia[6]
  - Wenn Wünsche töten könnten. Aus dem Englischen von Irene Holicki. Diogenes, Zürich 1988. 257 S. ISBN 3-257-21591-6.
- 1953: Post Mortem. Hammond, London und Lippincott, New York
  - Die Katze lässt das Mausen nicht. Aus dem Englischen von Stefanie Neumann. München, Wien, Basel: Desch 1962
  - Post mortem. Aus d. Englischen von Helmut Degner und Peter Naujack. Diogenes, Zürich 1988
- 1954: Conjurer’s Coffin. J.B. Lippincott, Philadelphia 1954 und Hammond, London
  - Der Zauberer von Soho. München, Wien, Basel: Desch, 1963. Übersetzt von Stefanie Neumann. Die Mitternachtsbücher; Bd. 132
  - Der Zauberer von Soho.[7] Zürich: Diogenes, 1991. Aus dem Englischen von Irene Holicki. 333 S. ISBN 3-257-21975-X
- 1956: Framed for Hanging. Hammond, London
  - Wer andern einen Strick dreht. Aus dem Englischen von Irene Holicki. 334 S. Diogenes 1993. ISBN 3-257-22653-5
- 1958: The Whipping Boys. Hammond, London
  - Ein Uhr nachts. München; Wien; Basel: Desch, 1960. Übersetzt von Stefanie Neumann. 202 S.
  - Prügelknaben. Diogenes, Zürich 1994. Aus dem Englischen von Stefanie Neumann. 280 S. ISBN 3-257-22709-4
- 1960: A Touch of Drama. Hammond, London
- 1962 Third Party Risk. Bles, London
  - Frauen gemeinsam sind stark. Aus dem Englischen von Nikolaus Stingl. 284 S. Diogenes, Zürich 1992
- 1964: Brink of Disaster. Geoffrey Bles, London 1964. 221 S.
  - Schritt ins Verderben. Diogenes, Zürich 1994. 276 S. Aus dem Englischen von Irene Holicki. ISBN 3-257-22752-3
- 1968: The Stylist. Bles, London
- 1979: The Bread and Butter Miss
- 1991: Bother at the Barbican
- 1993: Thirteen Short Stories
  - My Unfair Lady und andere Geschichten (Stories). Aus dem Englischen von Irene Holicki. 275 S. Diogenes ISBN 3-257-22598-9